# AE Velo Clube Rioclarense
AE Velo Clube Rioclarense is een Braziliaanse voetbalclub uit Rio Claro, in de deelstaat São Paulo. 

## Geschiedenis
De club werd in 1910 opgericht, één jaar na de stadsrivaal Rio Claro FC. Aanvankelijk was het een fietsclub, voetbal werd pas in 1920 geïntroduceerd. In 1925 won de club het Campeonato do Interior, een competitie voor clubs uit kleinere steden. In 1948 werd Velo Clube een profclub. In 1968 werd de club kampioen van de tweede klasse van het Campeonato Paulista, maar er was toen geen promotie. De club begon wel met de bouw van een nieuw stadion en opende dit op 7 september 1972 met een openingswedstrijd tegen Palmeiras, die met 1-4 verloren werd. In 1978 speelde de club tegen Paulista om de promotie naar de hoogste klasse van het staatskampioen en kon over drie wedstrijden winnen. Bij de elite eindigde de club echter troosteloos op de laatste plaats en degradeerde na één seizoen weer. Een hoogtepunt in de clubgeschiedenis was in 1983 toen stadsrivaal Rio Claro FC met 11-2 verslagen werd. 
Intussen speelt de club in de lagere reeksen. In 2019 werd de club winnaar van de reguliere competitie in de Série A3, maar verloor dan in de eindronde van de latere kampioen Audax. In 2020 werd de club dan weer vijfde, maar kon via de eindronde de titel behalen. In 2023 werd de club zevende, maar speelde een goede eindronde en won de finale tegen Noroeste, dat in de competitie achtste geworden was en promoveerde zo voor het eerst sinds 1978 naar de hoogste klasse. 

## Erelijst
Campeonato do Interior
1925

## Overzicht seizoenen Campeonato Paulista
| Competitie      | Aantal | Periode                                                                     |
| --------------- | ------ | --------------------------------------------------------------------------- |
| Série A1        | 2      | 1979, 2025-                                                                 |
| Série A2        | 35     | 1948-1952, 1954-1956, 1972-1978, 1980-1987, 1992-1993, 2012-2017, 2021-2024 |
| Série A3        | 16     | 1957-1958, 1961-1968, 1988, 1991, 2011, 2018-2020                           |
| Segunda Divisão | 15     | 1960, 1994, 1997-2005, 2007-2010                                            |
| Série B2        | 1      | 1996                                                                        |